# 南白水郡
南白水郡，中国南北朝时设置的郡。
南朝刘宋以流寓的仇池氐设置白水郡，西魏改白水郡为南白水郡。治所在白水县（今四川省青川县东北沙州镇白水街），地属益州。辖境相当今四川省青川县东部及广元市西北部分一带。南朝梁时改为平兴郡。